# Gabiano
Gabiano é uma comuna italiana da região do Piemonte, província de Alexandria, com cerca de 1.257 habitantes. Estende-se por uma área de 17 km², tendo uma densidade populacional de 74 hab/km². Faz fronteira com Camino, Cerrina Monferrato, Fontanetto Po (VC), Mombello Monferrato, Moncestino, Palazzolo Vercellese (VC), Villamiroglio.

## Demografia
| Variação demográfica do município entre 1861 e 2011                               |
|                                                                                   |
| Fonte: Istituto Nazionale di Statistica (ISTAT) - Elaboração gráfica da Wikipedia |